# 具斑芒毛苣苔
具斑芒毛苣苔（学名：Aeschynanthus maculatus）为苦苣苔科芒毛苣苔属下的一个种。其种加词“maculatus”意为“有斑点、斑块、斑纹的”。